# Route nationale 57 (Luxembourg)
Pour les articles homonymes, voir N57 et Route nationale 57.
La route nationale 57 est une route nationale Luxembourgeoise, majoritairement composée du tunnel René Konen qui passe sous la Ville-Haute de la ville de Luxembourg et relie les routes nationales N50 et N7.